# Chomer
Chomer (lub kor) – biblijna miara objętości ciał sypkich i płynów (dla tych drugich używano zazwyczaj terminu kor), równa około 393 lub 230 litrów. Stosowana również jako jednostka pola powierzchni, którą można obsiać 1 chomer ziarna (ok. 2,4 ha). 